# 9509 Amfortas
9509 Amfortas (3453 T-3) là một tiểu hành tinh vành đai chính.